# Jean Dondelinger
Jean Dondelinger (ur. 4 lipca 1931 w Luksemburgu, zm. 21 października 2004 tamże) – luksemburski prawnik, urzędnik państwowy i dyplomata, członek Komisji Europejskiej.

## Życiorys
Z wykształcenia prawnik, studiował na uniwersytetach w Nancy i Paryżu. Kształcił się również w zakresie politologii w St Antony’s College w Oksfordzie. W latach 1954–1958 praktykował jako adwokat. Później zatrudniony w ministerstwie spraw zagranicznych, pełnił funkcję zastępcy dyrektora do spraw gospodarczych. Od 1975 do 1984 był stałym przedstawicielem Luksemburga przy Wspólnotach Europejskich, po czym do 1989 zajmował stanowisko sekretarza generalnego luksemburskiego MSZ. W 1989 dołączył do Komisji Europejskiej kierowanej przez Jacques’a Delorsa. Członkiem KE pozostawał do 1993, odpowiadając za politykę medialną, kulturę oraz Urząd Oficjalnych Publikacji Wspólnot Europejskich. Następnie sprawował urząd ambasadora Luksemburga w Grecji.